# Leonardo Bevilacqua
Leonardo Bevilacqua, né le 11 avril 1956 à Bugnara (Abruzzes), est un coureur cycliste italien, professionnel de 1978 à 1985. Son frère Antonio Bevilacqua fut également coureur cycliste professionnel.

## Palmarès
- 1977
  - Giro delle Valli Aretine
- 1979
  - 10e du Tour de Campanie
- 1980
  - 4e du Tour d'Ombrie
  -  9e du Grand Prix de Montelupo
- 1981
  - 5e de la Coppa Sabatini
  - 7e du Grand Prix de Prato
- 1982
  - 2e de la Cronostaffetta
- 1983
  -  8e du Tour de la province de Reggio de Calabre

## Résultats sur les grands tours

### Tour d'Italie
7 participations
- 1978 : abandon
- 1979 : 72e
- 1981 : 91e
- 1982 : 71e
- 1983 : 120e
- 1984 : 100e
- 1985 : 100e